# Mathematics (The Servant)
Mathematics è l'EP di debutto del gruppo indie rock britannico The Servant. Pubblicato nel 1999, faceva parte di un doppio album insieme a With the Invisible, pubblicato successivamente nel 2000.

## Tracce
1. The Apes and the Chimpanzees – 3:46
2. Dripping on Your Maths – 3:52
3. Conversation – 3:44
4. Too Late – 3:41
5. Walking Through Gardens – 4:20
6. Tangled Up in Headphone Lead – 6:07

## Singoli
- The Apes and the Chimpanzees (1999)